# Eois condensata
Eois condensata là một loài bướm đêm trong họ Geometridae.